# Petter Fauchald
Petter Fauchald (Østre Toten, 30 marzo 1930 – Østre Toten, 4 gennaio 2013) è stato un calciatore norvegese, di ruolo attaccante.

## Carriera

### Club
Fauchald vestì la maglia del Kapp.

### Nazionale
Conta 2 presenze per la Norvegia. Esordì il 31 ottobre 1954, nella vittoria per 0-1 contro la Danimarca.